# 銭華
『銭華』（ぜにばな）は、倉科遼作、和気一作画による漫画作品。およびこれを原作とするテレビドラマシリーズ。

## 概要
芳文社から刊行。
- 銭華 1（ISBN 4832229141）
- 銭華 2（ISBN 4832229397）
- 銭華 3（ISBN 4832229559）

## テレビドラマ
第1弾は2006年6月20日に日本テレビ系列火曜21時の2時間ドラマ枠であるドラマコンプレックスにて、
第2弾は2007年4月4日に第1弾と同じ火曜21時に単発のスペシャルドラマとして放送された。
(それまで2時間スペシャルドラマ枠であったDRAMA COMPLEXは終了しており、さらに後継の2時間ドラマ枠である火曜ドラマゴールドも終了してしまったため、単発のスペシャルドラマとして放送)

### 銭華 〜銀座ホステス株バトル〜
2006年6月20日（21:00〜22:54）放送。

#### ストーリー
地元の権力者の妾として亡くなった母の人生を蹂躙された原因が、貧困にあると気付いた一人娘の千尋は金持ちになると誓い、短大卒業後、母親の愛人であった・山之内の制止を押し切って上京した。佐々木主催の「未公開株セミナー」へ参加し、街金で借金をしたが、佐々木が雲隠れしたため、千尋は借金を背負うことになってしまう。
仕事を探していた千尋が入り込んだ所は、銀座の高級クラブだった。ナンバーワンになると、プレゼントとして株情報を客からもらえることを知り、客の話から株価に大きく影響する情報をキャッチした千尋は、何百万という金を手にする。
店にやって来た株式業界の大物・片山鉄造と顔見知りになった千尋は、店で入手した情報を提供して、片山から500万の現金を渡され運用を任される。絶好のチャンスを活かせなかった千尋に、片山は近々行うという株の仕手戦に絡んで、店で噂を流すよう指示する。この仕手戦に便乗した千尋は、大金を手にするのだった。
だが、幸運もつかの間、未公開株詐欺の主犯だった佐々木が殺され、現場に千尋のハンカチがあったことから、殺人容疑で取調べされる。千尋は事件当時、片山と一緒にいたとアリバイを主張するが、片山は千尋の証言を否認してしまう。問題のハンカチを、片山のオフィスに置いたことを思い出した千尋は、殺人の首謀者である片山の罠にはめられたと察するのだった。
留置所から店に戻った千尋は、1年で15億稼いだといわれるデイトレーダー藤村雄太に、片山に復讐するための力を貸して欲しいと頼む。千尋の話を聞いた藤村は、デイトレードのやり方を指南する。範子の密告で、千尋と藤村が結託していると知った片山は、卑怯な方法で藤村に大打撃を与えた。しかし、千尋に励まされた藤村は、片山に恨みを抱く全国のデイトレーダーたちにネット掲示板を使って呼びかけ、猛反撃を開始するのだった。

#### キャスト
- 坂本千尋：国仲涼子
- 井川範子：小沢真珠
- 藤村雄太：金子貴俊
- 三原佑里：板谷由夏
- 島津彩子：朝加真由美
- 星原貴之：中村繁之
- 松原栄子：矢沢心
- 武田美子：高木りな
- 梅木椎子：尾上綾
- 佐々木健彦：板尾創路
- 山根久雄：深水三章
- 川野圭太：増本庄一郎
- 浅田裕久：おかやまはじめ
- 山之内：森次晃嗣
- 坂本美代子：久我朋乃
- 米山真由美：山田優
- 片山鉄造：津川雅彦
- 橋本隆：隈部洋平
- 斉藤弘勝
- 島津健太郎
- 庄司永建
- 鈴木修平
- 諏訪太朗
- 田中明
- 乃木涼介
- 長谷川ほまれ
- 増本庄一郎
- 山崎満
- 吉田昌美

#### スタッフ
- 脚本：林誠人
- 監督：麻生学
- プロデューサー：池田健司（日本テレビ）、小林紀子（日本テレビ）、蒔田光治（東宝）、仁平知世（東宝）、佐藤敦（日本テレビ）
- 株監修：若林史江

### 銭華2 DX豪華版
2007年4月4日（21:00〜22:48）放送。

#### ストーリー
銀座の一角で、共同経営者の川村早苗とインテリア店を経営している米山真由美は、顔見知りの高津の仕組んだ取り込み詐欺に遭ってしまう。店を取られ、自殺した早苗の借金を抱え込んだ真由美は、嫌っている水商売に足を踏み入れることになる。
真由美は、以前ホステスにスカウトされた、クラブのママ・小西由紀子の店を尋ねる。デビューの翌日、真由美は、ナンバーワンの理沙とその取り巻き達から、イジメを受け始める。“場所ふさぎ”とバカにされている明美と共に、一緒に理沙らを見返してやろうと誓い合った。
政治家のパーティーでコンパニオンをした真由美は、エリート代議士の磯崎貴弘に、物言いが気に入られる。磯崎は、銀座の土地を強引な方法で買収している人物について調べているらしく、その真摯な姿勢に好感を抱いた真由美は、自分の知っている限りを詳しく説明した。
由紀子が、ママを引退すると宣言し、新しいママは「来月の売り上げ」で決めると聞いた理沙は、取り巻きに協力で、手段を選ばずに売り上げを伸ばす。これに対して真由美は、明美のアイデアで「手作りのお弁当」で対抗した。その結果、売り上げでは理沙が勝ったが、多額の売掛金が発生していたため、真由美が新しいママに決まる。

#### キャスト
- 米山真由美：山田優
- 琴塚理沙：井上和香
- 加納小百合：宮本真希
- 永田知里：水谷妃里
- 小山明美：加藤たか子
- 井川範子：小沢真珠
- 磯崎貴弘：金子昇
- 久保田良治：木村靖司
- 大野恵介：前田耕陽
- 高津敏郎：大鶴義丹
- 阿部祥三：池内万作
- 川村早苗：橘実里
- 波島茂蔵：麿赤児
- 小西由紀子：南野陽子
- 徳川栄作：江守徹
- 有福正志
- 江藤潤
- 江原修
- 加瀬尊朗
- クリスト・ピエトロ
- 榊英雄
- ダイヤモンド勝田
- でんでん
- ト字たかお
- 沼田爆
- 春海四方
- 平井賢治
- 広田レオナ
- 藤本至
- 不破万作
- ヘイデル龍生
- まちゃまちゃ
- 安居剣一郎

#### スタッフ
- 脚本：林誠人
- 監督：吉本潤
- プロデューサー：池田健司（日本テレビ）、小林紀子（日本テレビ）、蒔田光治（東宝）、樋口優香（東宝）、佐藤敦（日本テレビ）